# Hajdúböszörményi TE
A Hajdúböszörményi TE Hajdúböszörmény első számú férfi felnőtt labdarúgócsapata. Rövidítése: HTE. A másodosztályú tagságot a 2008-2009-es idényben vívta ki, miután bajnoki címet szerzett az NB III - Tisza csoportjában. Jelenleg a Hajdú-Bihar vármegyei labdarúgó-bajnokság első osztályában szerepelnek.

## Játékoskeret[1]
Utolsó módosítás: 2025. augusztus 20.
| #  |     | Poszt | Név                |
| -- | --- | ----- | ------------------ |
| 1  | HUN | K     | Szekeres Ádám      |
| 2  | HUN | KP    | Szabó Zalán        |
| 3  | HUN | KP    | Papp Péter         |
| 6  | HUN | V     | Jónizs Ábel        |
| 5  | HUN | V     | Csecsődi Imre      |
| 7  | HUN | V     | Fehér Zoltán Dénes |
| 8  | HUN | KP    | Buglyó Attila Ivó  |
| 9  | HUN | KP    | Mizsei Szabolcs    |
| 10 | HUN | KP    | Koszta Mihály      |

| #  |     | Poszt | Név                  |
| -- | --- | ----- | -------------------- |
| 11 | HUN | CS    | Horváth László Erik  |
| 13 | HUN | KP    | Balogh Miklós        |
| 14 | HUN | KP    | Szekeres Ákos        |
| 16 | HUN | CS    | Szanyi Dániel        |
| 17 | HUN | V     | Uzonyi Balázs        |
| 18 | HUN | KP    | Nagy Szabolcs        |
| 20 | HUN | CS    | Kovács Ádám Bendegúz |
| 99 | HUN | K     | Nagy Sándor          |

## Szakmai stáb[2]
| Kinevezés             | Ország | Név              |
| --------------------- | ------ | ---------------- |
| Vezetőedző            | HUN    | Rákos Csaba      |
| Utánpótlás vezetőedző | HUN    | Poczetnyik Csaba |

## Története
A csapat miután 2009-ben Németh Károllyal a kispadon feljutott az NB II-be, a 2009-10-es szezonban a 10. helyen végzett. 2010 nyarán a csapatnak sikerült megszerezni a korábbi szerb válogatott labdarúgót Igor Bogdanovićot. Németh Károly vezetőedző 2010. június 30-án lejáró hároméves szerződését nem hosszabbították meg. A helyét Fórián Zsolt vette át, akit azonban 2010 októberében a rossz szereplés miatt felmentettek a vezetőedzői pozícióból. A helyére Lajos Ferencet vezetőedzőnek, míg Szabó Bélát pályaedzőnek nevezték ki. 2011 tavaszán Szabó Bélát, a pályaedzői feladatok ellátása alól felmentették, a csapat edzője továbbra is Lajos Ferenc maradt.
A 2010/11-es NB/II-es szezon végén a csapat az osztályozó 14. helyen végzett, de az osztályozóra már nem került sor, az MLSZ döntése alapján egy feltöltési sorrendet felállítva újra felkérték a csapatot, hogy vegyen részt egy újabb bajnoki évadban. Ezzel a lehetőséggel nem élt az egyesület, az önkormányzat és megfelelő szponzori támogatás hiányában egy osztállyal lentebb, az NB/III-om Tisza-csoportjába adta be nevezését. A 2011/12-es NB/III-as bajnokságban továbbra is Lajos Ferenc irányításával indultak, de már egy átalakított kerettel ahol helyet kaptak a böszörményi utánpótláskorúak: Andorkó Sándor, Tóth Tamás, Fodor János labdarúgók, valamint a környező városokból igazoltak új labdarúgókat, így került és játszott fél évet csapatban, az NB/I-t is megjárt nyíregyházi Minczér Tibor is.[forrás?]

## Stadionja
A felnőtt és az utánpótlás csapatok a városi stadionban játsszák hazai mérkőzéseiket, mely a városi sport- és rendezvényközpontban található és 2800 fő befogadására alkalmas.
2016-ban a létesítményt felújították, a csapat új öltözőt, műfüves pályát és egy 500 férőhelyes fedett lelátót kapott a régi helyére.